# ホノースとウィルトゥース

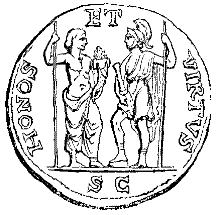
ホノース（左）とウィルトゥース（右）

ホノースとウィルトゥース（ラテン語: Honos et Virtus、ホノース・エト・ウィルトゥース）は、古代ローマの神。この二柱は対をなす存在で、ホノースが男神、ウィルトゥースが女神である。特にノウス・ホモーが頼りにした。

## ホノース
ホノースは「名誉」「名声」を表わし、通常、若い半裸の男性で、ヒゲがなく、長い巻き毛をヒモで括り、左手にコルヌーコーピア、右手に槍のような長いものを持つ、ゲニウス・ポプリー・ローマーニー（ローマ人民のゲニウス）と似たギリシア風の出で立ちで、多くの女神の要素を持つコルヌーコーピアに対応して、男性の姿になったとも考えられるが、なぜギリシア風なのかは分からない。ホノースは最初、ゲニウスの一つとしてその姿が作られ、その後ゲニウス・ポプリー・ローマーニーに取り込まれた可能性が高いが、いつ頃そうなったかはよく分からず、紀元前218年にゲニウスに生け贄を捧げた記録はあるものの、その姿が固まったのはもっとずっと後ではないかと考えられる。
帝政ローマ期になると、ゲニウスと共にトガをまとうようになるが、ホノースは笏や木の枝を持つのに対し、ゲニウスは生け贄用の鉢を持つという違いがある。

## ウィルトゥース
「美徳」を表わすウィルトゥースは、戦場での並外れた勇気の象徴として、ホノースと切っても切れない関係にある。なかでもウィルトゥース・アウグスティは、ローマ皇帝の武勇を擬人化したもので、武装して右胸を開けたアマゾネスの姿をとり、槍と短剣を手にし、腰にはパラゾーニウムを佩いている。
ウィルトゥースは、女神ローマとよく似ており、あちらはウィクトーリアをよく手に乗せているといった違いがある。この二柱は、学者によってもゲニウスとローマと間違えられることがある。

## 神殿
紀元前233年、その年のコーンスル、クイーントゥス・ファビウス・マクシムスが、カペーナ門の外にホノース神殿を奉献したとされる。元々、カペーナ門のすぐ外にあった古い祭壇を解体しようとしたところ、ホノース神のものであることがわかり、お詫びのためにその周辺の墓を排除した上で建てられたという。しかし、紀元前304年のケーンソル、クイーントゥス・ファビウス・マクシムス・ルッリアーヌスが、6月15日にホノース神殿からカピトーリウム神殿までエクィテースが行進する習慣を定めたとあり、この頃には既に彼の手で奉献されており、門の外ではなくセルウィウス城壁の内側だったのではないかと考える学者もいる。
次にマールクス・クラウディウス・マールケッルスが、クラスティディウムの戦い、シュラークーサエとの戦いで、ウィルトゥースに神殿建設を二度誓約して勝利し、ホノースとウィルトゥースを合祀しようとしたところ、神祇官団に反対され、ウィルトゥースの神殿を通らないとホノース神殿に行けないような形にして建てたといい、後にウェスパシアーヌスが修復している。
紀元前133年、ヌマンティア戦争に勝利したスキーピオー・アエミリアーヌス（小スキピオ）は、コッリーナ門の外にこの二柱の神殿を建てており、紀元前103年、キンブリー・テウトニー戦争に勝利したガーイウス・マリウスは、おそらくカピトーリーヌスの丘に、美しい周柱式神殿を建てたという。勝利者であるマリウスにとって、この二柱には特別な意味があったのだろう。
マリウスの神殿は、カピトーリーヌスの丘から鳥占いをするアウグルの邪魔にならないよう、低く建てられたとフェストゥスが記しているため、丘の斜面に建てられたと考える学者もいるが、崖のようなところに神殿を建てるスペースはない。この神殿に元老院が召集されたことがあるため、利便性のよい場所にあったと考えられ、キケロがマリウスの戦利品があったと書いている、フォールム・ローマーヌムの端、アントーニーヌス・ピウスとファウスティーナ神殿のあるあたりに、戦勝を記念した他の施設と一緒に建てられていたのかもしれない。戦利品は、ルーキウス・コルネーリウス・スッラによって壊されたが、神殿はガーイウス・ユーリウス・カエサルによって、カピトーリーヌスの丘に移された。
更に後に、グナエウス・ポンペーユスが、凱旋式の起点であるカンプス・マールティウスに、この二柱の神殿を奉献した。

## ギャラリー

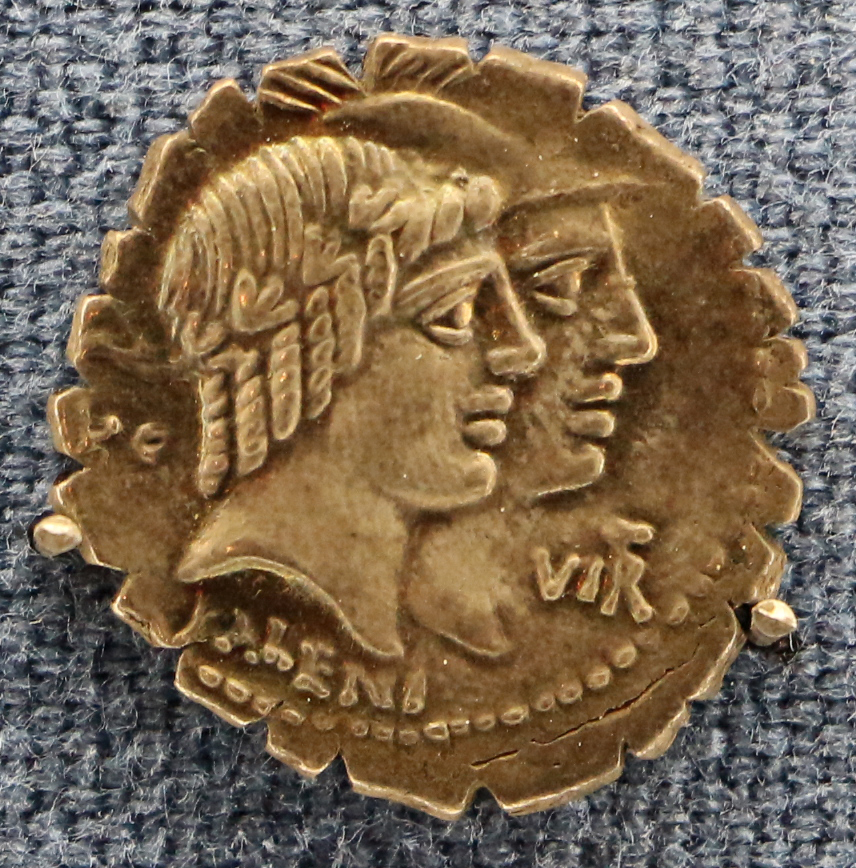
紀元前70年頃鋳造されたデーナーリウス銀貨に刻まれたホノースとウィルトゥース
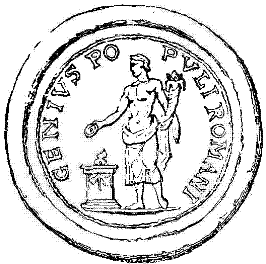
ゲニウス・ポプリー・ローマーニー。ホノースと間違えられることがある。
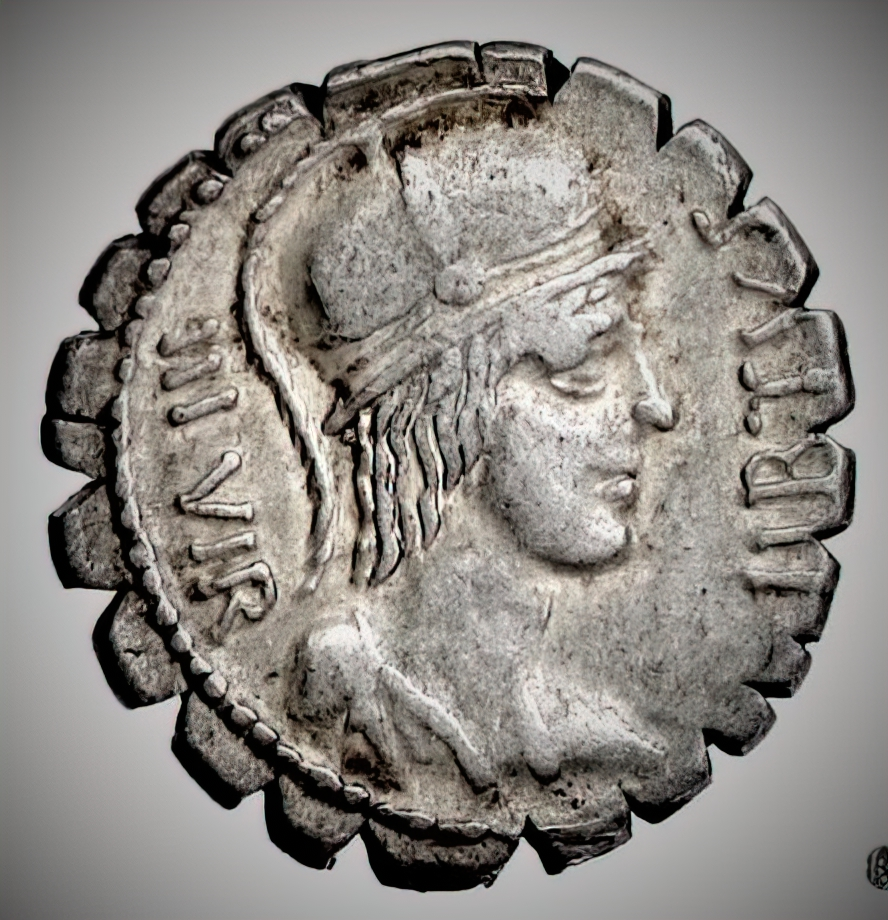
紀元前65年に鋳造されたデーナーリウス銀貨に見られるウィルトゥース
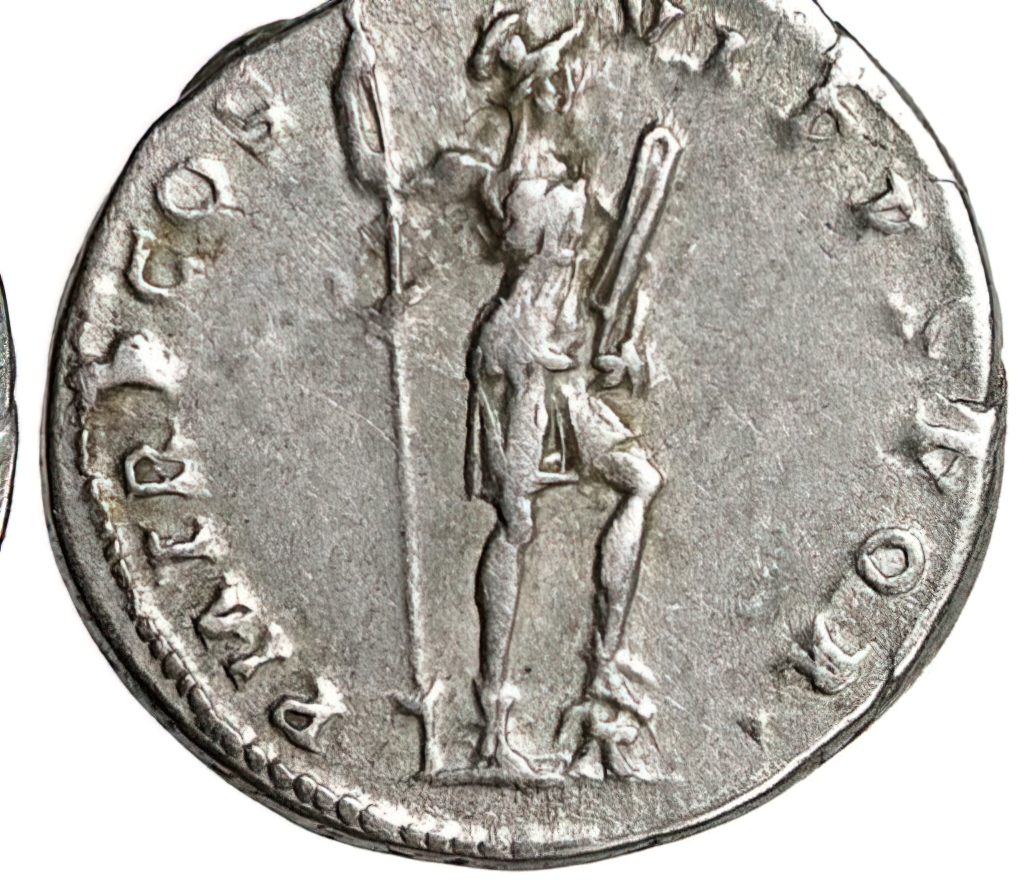
トラヤヌス時代のパラゾーニウムを佩くウィルトゥース
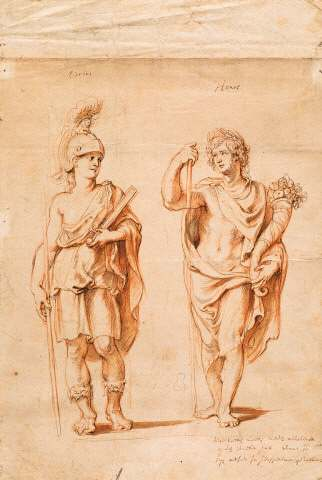
ルーベンスの描くホノースとウィルトゥース